# Християнська дієта
Християнська дієта — система харчування, заснована на біблійних принципах і християнських традиціях, яка враховує морально-етичні та духовні аспекти харчування. Вона відрізняється між конфесіями. Загальні харчові обмеження, зазначені для християн у Новому Завіті, полягають у «утриманні від їжі, принесеної в жертву ідолам, від крові, від м'яса задушених тварин».: Деякі християнські конфесії забороняють певну їжу під час посту, який у деяких випадках може охоплювати половину року та може виключати м'ясо, рибу, молочні продукти та оливкову олію.
Християни католицької, лютеранської, англіканської та православної конфесій традиційно вшановують п'ятницю як вільний від м'яса день (на знак жалоби про розп'яття Ісуса); багато також постять і утримуються від споживання м'яса в середу (на згадку про зраду Ісуса). Існують різні періоди посту, особливо літургійний період Великого посту. Ряд християнських конфесій забороняє вживання алкоголю, але всі християнські церкви засуджують пияцтво.

## У Новому Завіті
Єдині дієтичні обмеження, визначені для християн у Новому Завіті, полягають в «утриманні від їжі, принесеної в жертву ідолам, від крові, від м'яса задушених тварин» (Діяння 15:29), вчення, яке ранні Отці Церкви, такі як Климент Александрійський і Ориген, проповідував для наслідування віруючим. Апостол Павло, на відміну від цього, сказав християнам у Коринті не хвилюватися про споживання їжі, принесеної в жертву ідолам, оскільки «Кумир не має справжнього існування» (1 до Коринтян 8:4). Однак, звільняючи християнина від цього поширеного обмеження в харчуванні, він рекомендував проявляти розсудливість, адже краще ніколи не їсти м'яса, ніж змусити іншого християнина спіткнутися (1 Коринтян 8:4-13).

## Раннє християнство
Єрусалимський Собор наказав християнам з язичників не споживати крові, жертви ідолам або м'яса задушених тварин, оскільки «Закон Мойсея проповідувався в кожному місті з найдавніших часів і читався в синагогах щосуботи». В юдаїзмі євреям забороняється вживати (серед іншого) будь-яких ссавців, крім тих, що мають роздвоєні копита, які жують жуйку, молюсків (включаючи всі безхребетні морепродукти) і рибу без луски або без плавців, кров, їжа жертви ідолам, або м'ясо тварин, не вбитих людським шляхом гострим ножем навченим єврейським забійником або м'ясом живої тварини. Сім законів нащадків Ноя, яких, на думку євреїв, повинні дотримуватися всі люди, як євреї, так і неєвреї, також забороняють вживати м'ясо живих тварин.

## Конфесійні погляди

### Нікейське християнство

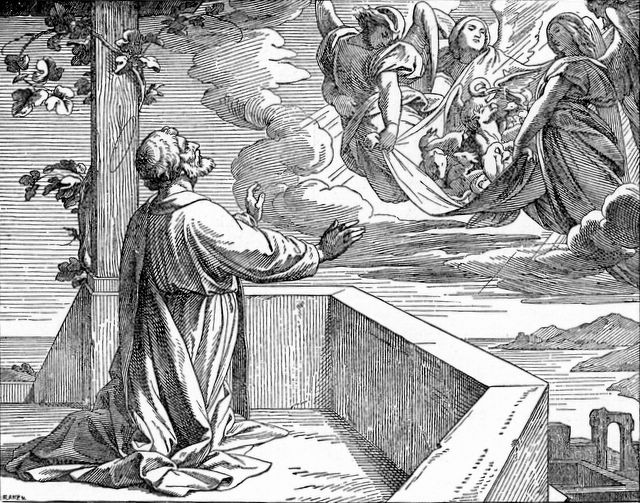
Видіння Петра про аркуш з тваринами, описане в Діях 10; ілюстрація з книги Генрі Девенпорта Нортропа «Скарби Біблії», виданої 1894 року

У Нікейському християнстві, включаючи католицизм, східне православ'я, лютеранство, моравізм, англіканство та реформатське християнство, не існує дієтичних обмежень щодо конкретних тварин, яких не можна їсти. Це походить від видіння апостола Петра про простирадло з тваринами, описаного в Біблії, у Діяннях Апостолів, розділ 10, коли святому Петру було сказано, що «те, що Бог очистив, не вважай нечистим».
Церква адвентистів сьомого дня дотримується Моїсеєвого закону Старого Завіту щодо дієтичних обмежень, який також є основою для єврейських дієтичних законів. Вони їдять тільки м'ясо травоїдних з роздвоєними копитами і птахів без урожаю і без перетинок; вони також не їдять жодного виду молюсків, а рибу їдять лише з лускою. Будь-яка інша тварина вважається нечистою і непридатною для їжі. Дозволені всі овочі, фрукти і горіхи.

### Орієнтальне православ'я
В Ефіопській православній церкві, східно-православній деномінації, вимагається миття рук до та після споживання їжі. Після цього йде молитва, під час якої християни часто моляться Богу, щоб подякувати Йому за їжу та благословити її перед споживанням під час їжі. Забій тварин на їжу часто проводиться в Ефіопії за тринітарною формулою.
У Вірменській Апостольській Церкві, як і в інших Східних Православних Церквах, є ритуали, які «відображають очевидний зв'язок із шехітою, єврейським кошерним забоєм». Інша східна православна церква, Ефіопська православна церква, зберігає старозавітні дієтичні обмеження.

## М'ясо

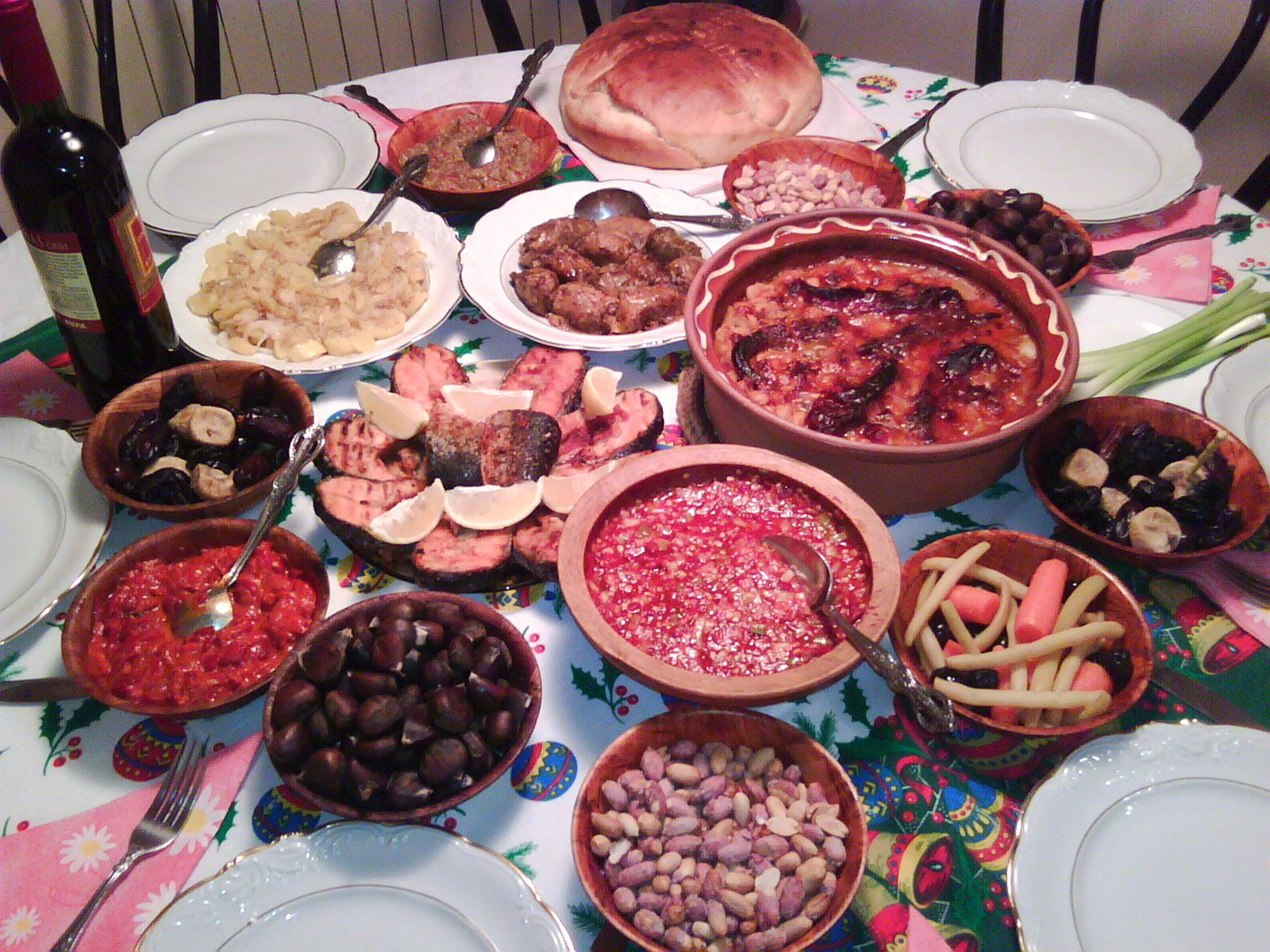
Обідній стіл на Святвечір: риба, квасоля, салати з паприкою, сарма, фініки, інжир, каштани та буханець хліба

### Спосіб забою
Посилаючись на середньовічні часи, Джилліан Вільямс стверджує, що «на відміну від єврейських і мусульманських методів забою тварин, які вимагають випускання крові з тварини, християнська практика забою зазвичай не вказувала спосіб забою», хоча «християнський метод підготовки значною мірою віддзеркалював методи забою євреїв і мусульман для великих тварин». «Християнські методи забою схожі на єврейський спосіб висмоктування крові тварини». Девід Груметт і Рейчел Муерс стверджують, що ортодоксальний християнський шехіта та єврейський кошерний методи забою відрізняються від мусульманського методу Халяль (Дхабх) тим, що вони вимагають, щоб розріз «перерізав трахею, стравохід і яремну вену тварини», оскільки вважається, що цей метод заподіює тварині мінімальні страждання.

## Джатка і християнство
Відповідно до сикхізму, м'ясо джатка — це м'ясо тварини, яка була вбита одним ударом меча або сокири, щоб відрубати голову, на відміну від ритуально повільного забою (кутха), як єврейська (шхита) або ісламська заклання (дхабіха). Цьому методу віддають перевагу багато індуїстів, сикхів і християн.
Багато християн віддають перевагу методу джатка забою тварин для їжі (одним ударом по голові, щоб мінімізувати біль), хоча Вірменська Апостольська Церква, серед інших православних християн, має ритуали, які «демонструють очевидні зв'язки з шхитою, єврейським кошерним забоєм худоби».

## Вегетаріанство
Деякі християнські ченці, такі як траппісти, прийняли вегетаріанську політику утримання від споживання м'яса.

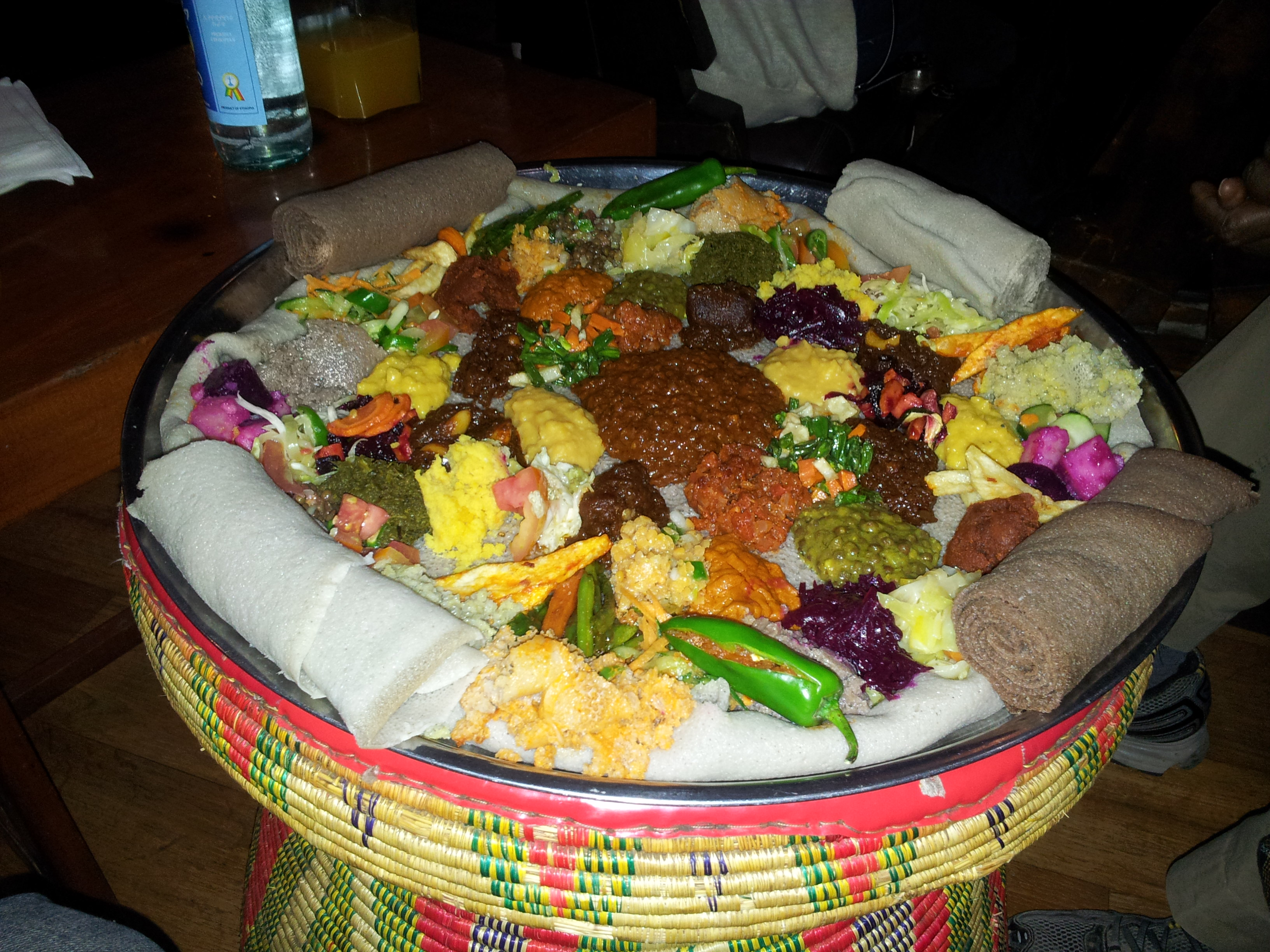
Веганський ефіопський Yetsom beyaynetu, сумісний з правилами посту

Під час Великого посту деякі християнські громади, наприклад православні на Близькому Сході, дотримуються часткового посту, споживаючи лише одну легку їжу на день. Для суворих греко-православних християн і коптів усі страви протягом цього 40-денного періоду готуються без продуктів тваринного походження та є веганськими. Однак, на відміну від веганства, утримання від продуктів тваринного походження під час Великого посту має бути лише тимчасовим, а не постійним способом життя.
У католицькій церкві як спільнота, а серед деяких протестантів як особиста практика, піст дотримується протягом сорока днів Великого посту на згадку про піст, якого дотримувався Христом під час його спокуси в пустелі. У той час як деякі західні християни постять протягом усього сезону Великого посту, певні західні християнські деномінації наголошують на Попільній середі та Страсній п'ятниці як на особливо важливих днях посту в період Великого посту. У багатьох західних християнських Церквах, у тому числі католицьких, методистських і баптистських традицій, певні конгрегації взяли на себе зобов'язання дотримуватися Даниїлового посту протягом усього періоду Великого посту, під час якого віруючі практикують утримання від м'яса, лактицинії та алкоголю протягом усіх сорока днів літургійного сезону.
Відповідно до канонічного права, римо-католики зобов'язані утримуватися від м'яса (визначається як м'ясо та органи тварин, за винятком водних тварин) у Попільну середу та всі п'ятниці Великого посту, включаючи Страсну п'ятницю. Попільна середа та Велика п'ятниця також є пісними днями для католиків віком від 18 до 60 років, у які їдять одну основну їжу та дві половини їжі, без перекусів. Канонічне право також зобов'язує католиків утримуватися від м'яса у п'ятниці року поза Великим постом (за винятком певних святкових днів), якщо тільки з дозволу місцевої конференції єпископів не буде замінено інше покаянне. Допускаються винятки для здоров'я та необхідності, як-от фізична праця та відсутність образ під час перебування в гостях. Обмеження щодо вживання м'яса в ці дні є виключно актом покаяння, а не через релігійне заперечення проти споживання м'яса.

## Алкоголь
Більшість християнських конфесій виправдовують помірне споживання алкоголю та напоїв, включаючи англіканців, католиків, пресвітеріан, лютеран, реформатів і православних. Адвентистська, баптистська, методистська, мормонська та п'ятидесятницька традиції або заохочують до утримання від алкоголю, або забороняють його (пор. тоталітаризм). У будь-якому разі всі християнські церкви, слідуючи різним біблійним уривкам, засуджують пияцтво як гріх (пор. Гал. 5:19-21).